# Metallica: Some Kind of Monster
Metallica: Some Kind of Monster è un documentario co-diretto da Joe Berlinger e da Bruce Sinofsky e che ha come protagonista il gruppo musicale statunitense Metallica.
Il film condivide il proprio nome con il brano Some Kind of Monster, presente nell'ottavo album in studio St. Anger (le cui sessioni di registrazione sono contenute in questo film), e vinse l'Independent Spirit Award per il miglior documentario. Il 25 gennaio 2005, il film è stato pubblicato nel formato DVD.

## Origini e produzione
Nel 1994, i registi Joe Berlinger e Bruce Sinofsky filmarono un documentario intitolato Paradise Lost, incentrato sui tre di West Memphis, tre ragazzi accusati di omicidio. I Metallica consentirono ai registi l'utilizzo della propria musica per il film, prima volta che il gruppo concesse la propria musica per un film. Dopo aver ottenuto successo, i registi decisero di realizzare un documentario relativo a un aspetto senza esclusione di colpi verso i Metallica, i quali accettarono e divenne Metallica: Some Kind of Monster.

## Sinossi
I Metallica furono forzati ad esaminare la propria natura e la loro stessa esistenza non appena il bassista Jason Newsted abbandonò il gruppo e il frontman James Hetfield dovette lasciare improvvisamente il gruppo per entrare in un programma di riabilitazione a causa dell'abuso di alcol. Il manager dei Metallica, Q-Prime, assunse Phil Towle per aiutare al meglio il gruppo a comprendere meglio l'un l'altro come amici, compagni di gruppo e di esseri umani. Towle viene erroneamente considerato come un terapista, da quando egli ha voluto revocare la propria licenza dal Consiglio Regolatore del Kansas Behavioral Science nei primi anni novanta per «cercare di convincere i clienti in modo improprio a proseguire il trattamento». Alcuni spezzoni del documentario catturano questa scorrettezza, come quando i membri dei Metallica decidono che i servizi di Towle, stipendiato con ben 40 000 dollari mensili, non sono più richiesti; Towle cercò di convincerli sul fatto che avevano ancora bisogno di lui, spiegando: «Abbiamo ancora alcuni problemi di fiducia che penso necessitino di risoluzione».
Anche l'ex-chitarrista dei Metallica Dave Mustaine apparve (seppur brevemente) nel documentario, precisamente in una scena in cui il batterista Lars Ulrich, durante la sua terapia, affronta il chitarrista riguardo alla decisione di licenziarlo durante i primi anni di carriera del gruppo a causa dell'eccessivo abuso di alcol. I due non ebbero alcun contatto personale per molti anni e Mustaine parlò francamente riguardo al suo risentimento derivante dal suo licenziamento senza redimersi attraverso un programma di riabilitazione dall'alcol. Mustaine aggiunse inoltre di come, nonostante il raggiungimento del successo con il suo gruppo, i Megadeth, viene ritenuto ridicolo dai fan dei Metallica, che diminuirono il godimento del proprio successo.
Di particolare nota è la percezione della "lotta di potere" tra Hetfield e Ulrich – migliori amici per oltre due decenni – che cominciano finalmente a comprendere l'un l'altro. Ulrich confessò che risente il bisogno di Hetfield di controllare tutto, anche quando Hetfield non è presente; una clausola di rilascio di riabilitazione di Hetfield gli imponeva di lavorare solo quattro ore al giorno, da mezzogiorno alle 16:00 in modo da poter trascorrere il tempo con la sua famiglia. Hetfield contestò invece il fatto che il gruppo ascoltò o registrò del materiale mentre lui non era presente. La scena si conclude con Ulrich che inizia a maledire Hetfield sottovoce, fino a quando non giunge a naso a naso con lui stesso e urlando "Cazzo!".
In una scena in cui Hetfield, Ulrich, Kirk Hammett, e altre persone discutono sul possibile titolo dell'album, Hetfield suggerì di utilizzare il nome del brano St. Anger, ottenendo consenso da tutti ad esclusione di Ulrich, che preferì Frantic, la quale sarebbe divenuta la traccia d'apertura dell'album.
Il documentario contiene inoltre molti estratti di brani scartati da St. Anger, come Shadow of the Cross, Dead Kennedy Rolls, Riff, More Than This (Whipping Boy) e Temptation; inoltre contiene anche le audizioni per il sostituto di Jason Newsted, che ha visto tra i potenziali bassisti Mike Inez degli Alice in Chains, Danny Lohner dei Nine Inch Nails, Twiggy Ramirez dei Marilyn Manson, Pepper Keenan dei Corrosion of Conformity, Scott Reeder dei Kyuss, Chris Wyse dei The Cult, Eric Avery dei Jane's Addiction e Robert Trujillo dei Suicidal Tendencies, quest'ultimo scelto come nuovo componente dei Metallica.

## Classifiche
Nel 2005 il documentario venne pubblicato nel formato DVD, il quale si classificò nei seguenti paesi:
| Classifica (2005) | Posizione massima |
| ----------------- | ----------------- |
| Belgio (Fiandre)  | 1                 |
| Belgio (Vallonia) | 1                 |
| Finlandia         | 4                 |
| Irlanda           | 1                 |
| Italia            | 5                 |
| Norvegia          | 1                 |
| Nuova Zelanda     | 1                 |